# Eparchia di Kursk

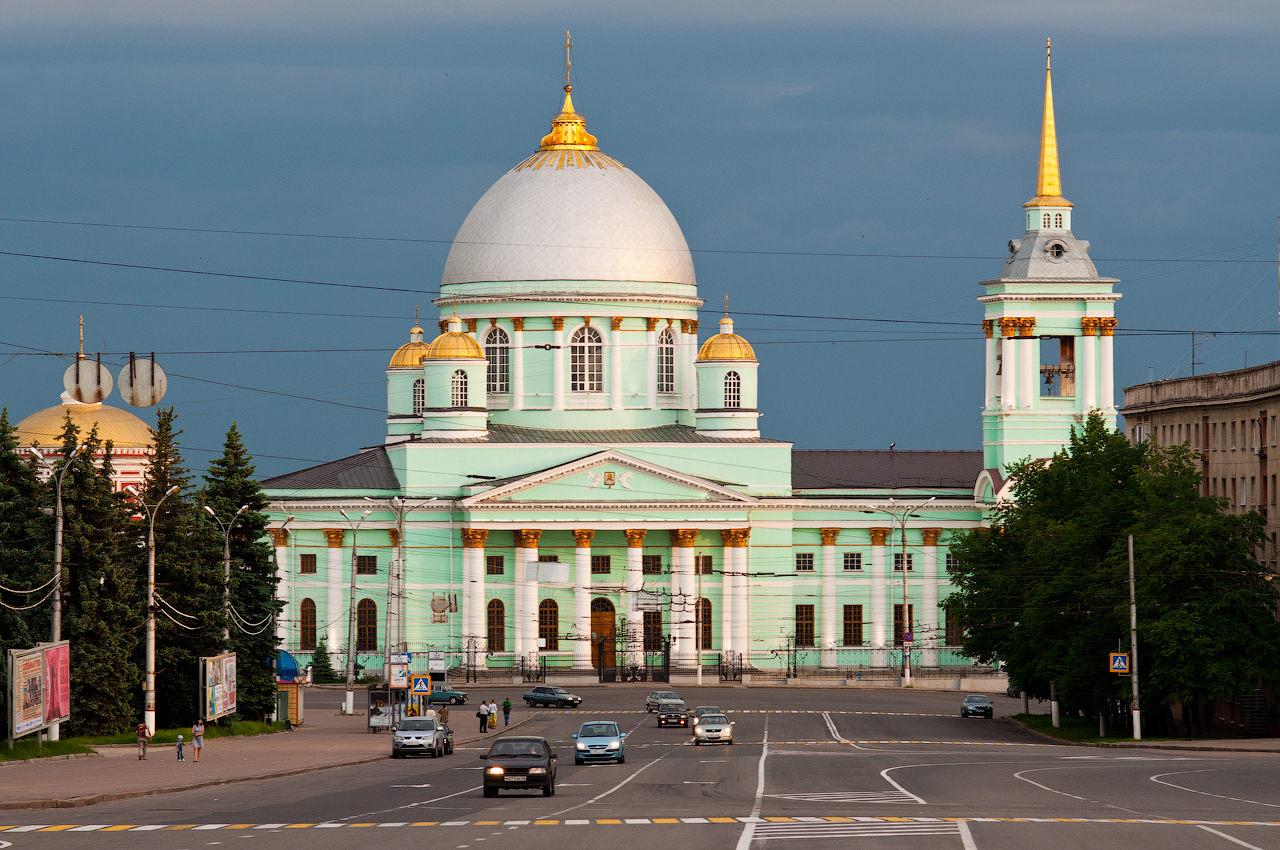
La cattedrale dell'icona della Madre di Dio "il Segno" di Kursk.

L'eparchia di Kursk (in russo Курская епархия?) è una diocesi della Chiesa ortodossa russa, appartenente alla metropolia di Kursk.

## Territorio
L'eparchia comprende parte della oblast' di Kursk nel circondario federale centrale.
Sede eparchiale è la città di Kursk, dove si trova la cattedrale dell'icona della Madre di Dio "il Segno".
L'eparca ha il titolo ufficiale di «metropolita di Kursk e di Ryl'sk».

## Storia
L'eparchia di Kursk trae origine dall'eparchia di Belgorod, che dal 17 ottobre 1799 iniziò a chiamarsi "eparchia di Kursk e Belgorod". Quest'ultima città divenne il centro dell'eparchia, e dal 1833 vi furono trasferiti tutti gli uffici amministtrativi. Il 25 febbraio 1905 l'eparchia assunse il nome di "eparchia di Kursk e Oboyansk" e dal 1967 quello di "Kursk e Rylsk".
Il 26 luglio 2012 ha ceduto porzioni del suo territorio a vantaggio dell'erezione delle eparchie di Železnogorsk e di Ščigry e contestualmente è diventata la sede della metropolia di Kursk.